# Bubnjarci
Bubnjarci is een plaats in de gemeente Žakanje in de Kroatische provincie Karlovac. De plaats telt 234 inwoners (2001).